# Sphecodes zangherii
Sphecodes zangherii is een vliesvleugelig insect uit de familie Halictidae. De wetenschappelijke naam van de soort is voor het eerst geldig gepubliceerd in 1931 door Noskiewicz.